# Puchar Świata w narciarstwie alpejskim 1977/1978
Sezon 1977/1978 Pucharu Świata w narciarstwie alpejskim rozpoczął się 7 grudnia 1977 we francuskim Val d’Isère, a zakończył 19 marca 1978 w szwajcarskiej miejscowości Arosa. Rozegrano 23 konkurencje dla kobiet (7 zjazdów, 8 slalomów gigantów i 8 slalomów specjalnych, w tym jeden równoległy) i 23 konkurencje dla mężczyzn (8 zjazdów, 7 slalomów gigantów i 8 slalomów specjalnych, w tym jeden równoległy).
Puchar Narodów (łącznie) zdobyła reprezentacja Austrii, wyprzedzając Szwajcarię i Stany Zjednoczone.

## Puchar Świata w narciarstwie alpejskim kobiet
Wśród kobiet najlepszą zawodniczką okazała się reprezentantka Liechtensteinu Hanni Wenzel, która zdobyła 154 punkty, wyprzedzając Austriaczkę Annemarie Moser-Pröll i Szwajcarkę Lise-Marie Morerod.
W poszczególnych klasyfikacjach tryumfowały:
- Annemarie Moser-Pröll – zjazd
- Hanni Wenzel – slalom
- Lise-Marie Morerod – slalom gigant

## Puchar Świata w narciarstwie alpejskim mężczyzn
Wśród mężczyzn najlepszym zawodnikiem okazał się Szwed Ingemar Stenmark, który zdobył 150 punktów, wyprzedzając Amerykanina Phila Mahre'a i Andreasa Wenzla z Liechtensteinu.
W poszczególnych klasyfikacjach tryumfowali:
- Franz Klammer – zjazd
- Ingemar Stenmark – slalom
- Ingemar Stenmark – slalom gigant

## Puchar Narodów (kobiety + mężczyźni)
- 1.  Austria – 1095 pkt
- 2.  Szwajcaria – 669 pkt
- 3.  Stany Zjednoczone – 460 pkt
- 4.  Liechtenstein – 424 pkt
- 5.  RFN – 419 pkt